# لويد أوبارا
لويد أوبارا (بالإنجليزية: Lloyd Opara)‏ هو لاعب كرة قدم بريطاني في مركز الهجوم، ولد في 25 يونيو 1979 في منطقة أنفيلد في المملكة المتحدة. لعب مع ستيفيناغ بوروه وسويندون تاون وكامبريدج يونايتد وكولتشستر يونايتد ونادي إنفيلد ونادي بيتربورو يونايتد ونادي بيرتن ألبيون ونادي تشيلمسفورد وهورنتشورتش.

## وصلات خارجية
- لويد أوبارا على موقع قاعدة بيانات كرة القدم.إي يو (الإنجليزية)
- لويد أوبارا على موقع Soccerbase.com (لاعب) (الإنجليزية)